# Cesoli
Cesoli è una frazione italiana del comune di Ortona dei Marsi (AQ), in Abruzzo.

## Geografia fisica

### Territorio
Il paese della valle del Giovenco, adagiato sulle pendici del monte Faito (1459 m s.l.m.), sorge a 867 m s.l.m. nei pressi dell'area di protezione esterna del parco nazionale d'Abruzzo, Lazio e Molise. È altresì circondato dai rilievi montuosi del Parasano (1422 m s.l.m.), del Colle della Fonte (1185 m s.l.m.) e più a sud del monte Civitella (1310 m s.l.m.).
Il territorio è percorso dal fiume Giovenco, principale affluente naturale dei canali della piana del Fucino. Confina con i centri abitati di Rivoli, Carrito, Castiglione e Ortona dei Marsi. Dista circa tre chilometri dal capoluogo comunale.

## Origini del nome
Stando all'ipotesi più accreditata il toponimo Cesoli deriva dal termine latino caesulae, diminutivo di caesa, ovvero il "taglio nel bosco" o il "bosco ceduo" reso coltivabile o adatto per le attività pastorali. In antichi documenti ecclesiastici e storici il paese appare citato anche come "Cesule" o "Caesulis".

## Storia

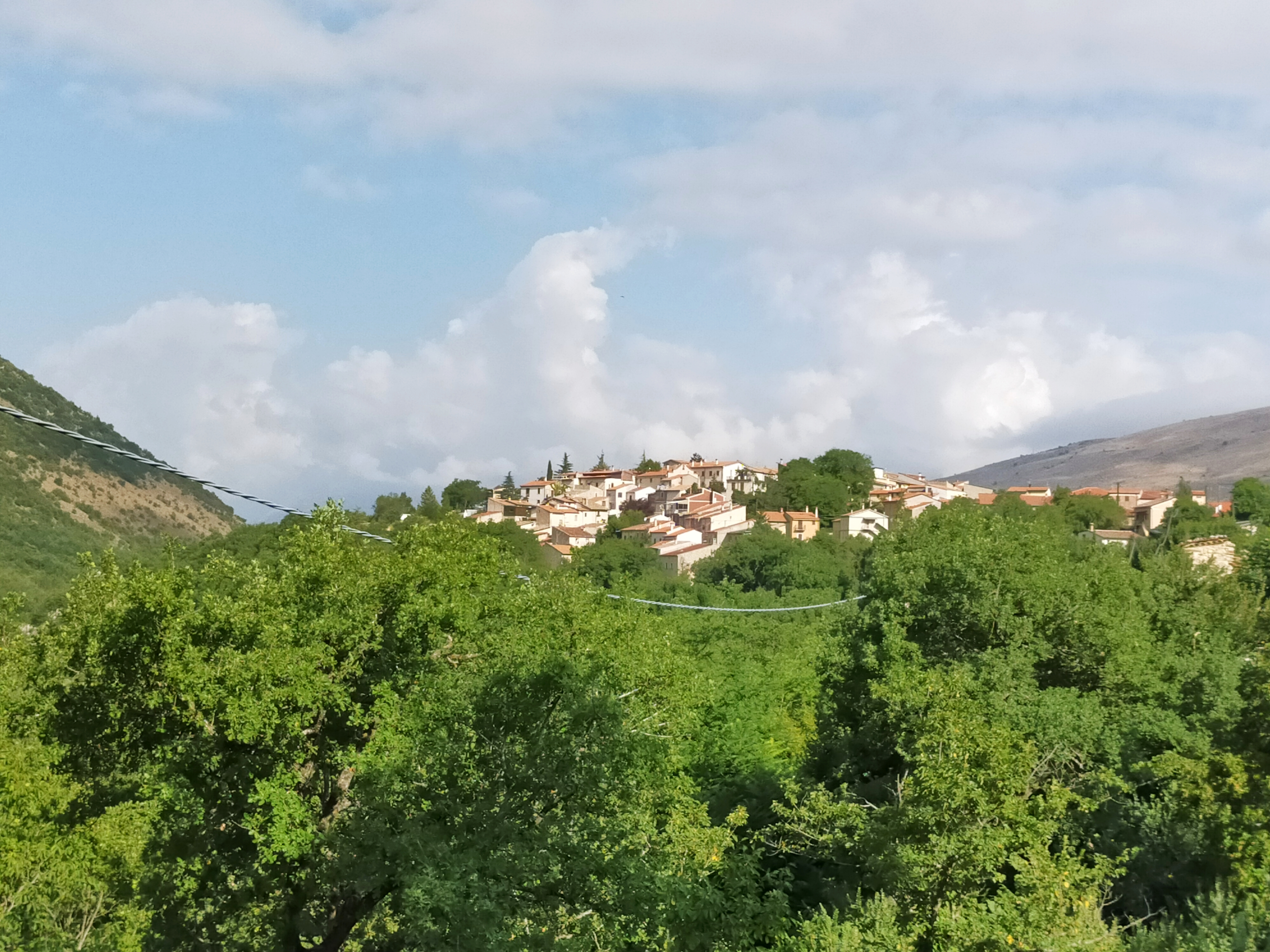
Spunto del paese

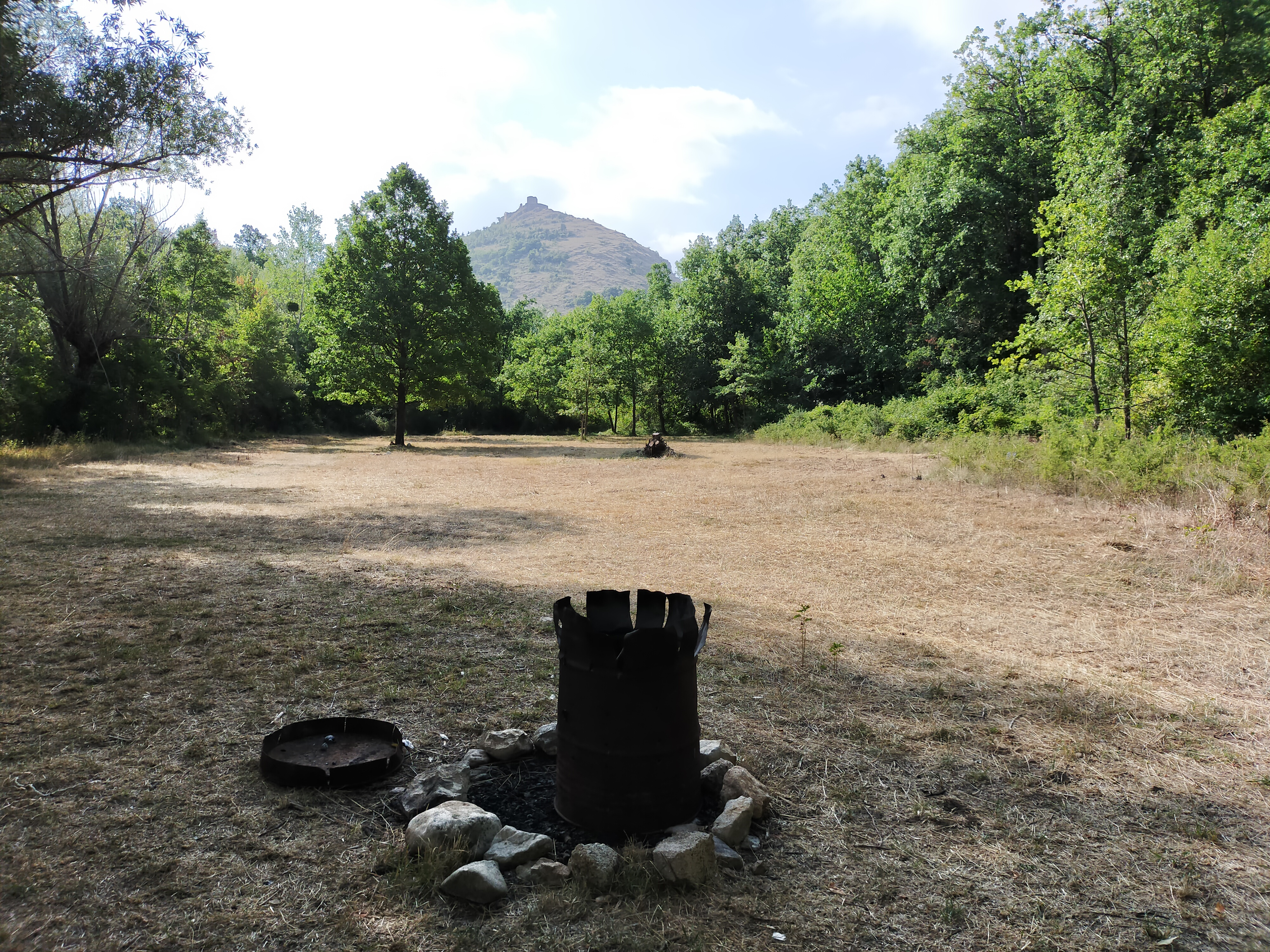
Località Vigne di Cesoli, sullo sfondo il castello di Ortona dei Marsi

Il primordiale nucleo di Cesoli, al pari degli abitati circostanti, risale al periodo successivo al 294 a.C. quando, durante la Terza guerra sannitica, l'esercito romano con a capo Lucio Postumio Megello espugnò e distrusse Milonia, vasto insediamento fortificato della valle del Giovenco collocato tra le contemporanee località montane di Casei ("Casej") e Colle Cavallo e i paesi di Rivoli e Cesoli, non distante dal sito della città antica di Marruvium, prima capitale dei Marsi.
Verso la fine del VI secolo, con ogni probabilità, esisteva nel territorio cesolano un piccolo vicus, mentre nel periodo franco-longobardo della contea dei Marsi il monastero benedettino di Santa Maria in Apinianici, nei pressi della contemporanea Pescina, prepositura di San Vincenzo al Volturno, possedeva alcuni terreni.
Il nucleo appare chiaramente citato nella bolla pontificia del 1188 di Clemente III nella quale la sua antica chiesa di San Tommaso ("Sancti Thomae in Caesulis") rientrava nei confini della diocesi dei Marsi, come quella vicina di Sant'Angelo in monte Parasano. Nel corso del XII secolo, con l'avvento dei Normanni e la nascita del Regnum Siciliæ, il territorio fu incluso tra i feudi della contea di Celano, unitamente alla baronia di Pescina. Pochi anni dopo la battaglia di Tagliacozzo, Carlo I d'Angiò con l'emissione del diploma di Alife attestò la suddivisione del Giustizierato d'Abruzzo in due parti, nel feudo di Ortona era collocata la linea di confine tra l'Abruzzo Citra e l'Abruzzo Ultra, a cui anche il territorio di Cesoli risultò incluso fino all'eversione feudale.
Il terremoto del 1915 devastò gravemente tutta l'area fucense-rovetana della Marsica; la ricostruzione del XX secolo consentì la realizzazione a Cesoli di importanti servizi pubblici come la condotta idrica, la scuola elementare e il cimitero. Grazie all'istituzione del parco nazionale d'Abruzzo, Lazio e Molise, ufficialmente avvenuta nel 1923, si è avuto un graduale sviluppo delle politiche ambientali e turistiche.

## Monumenti e luoghi d'interesse

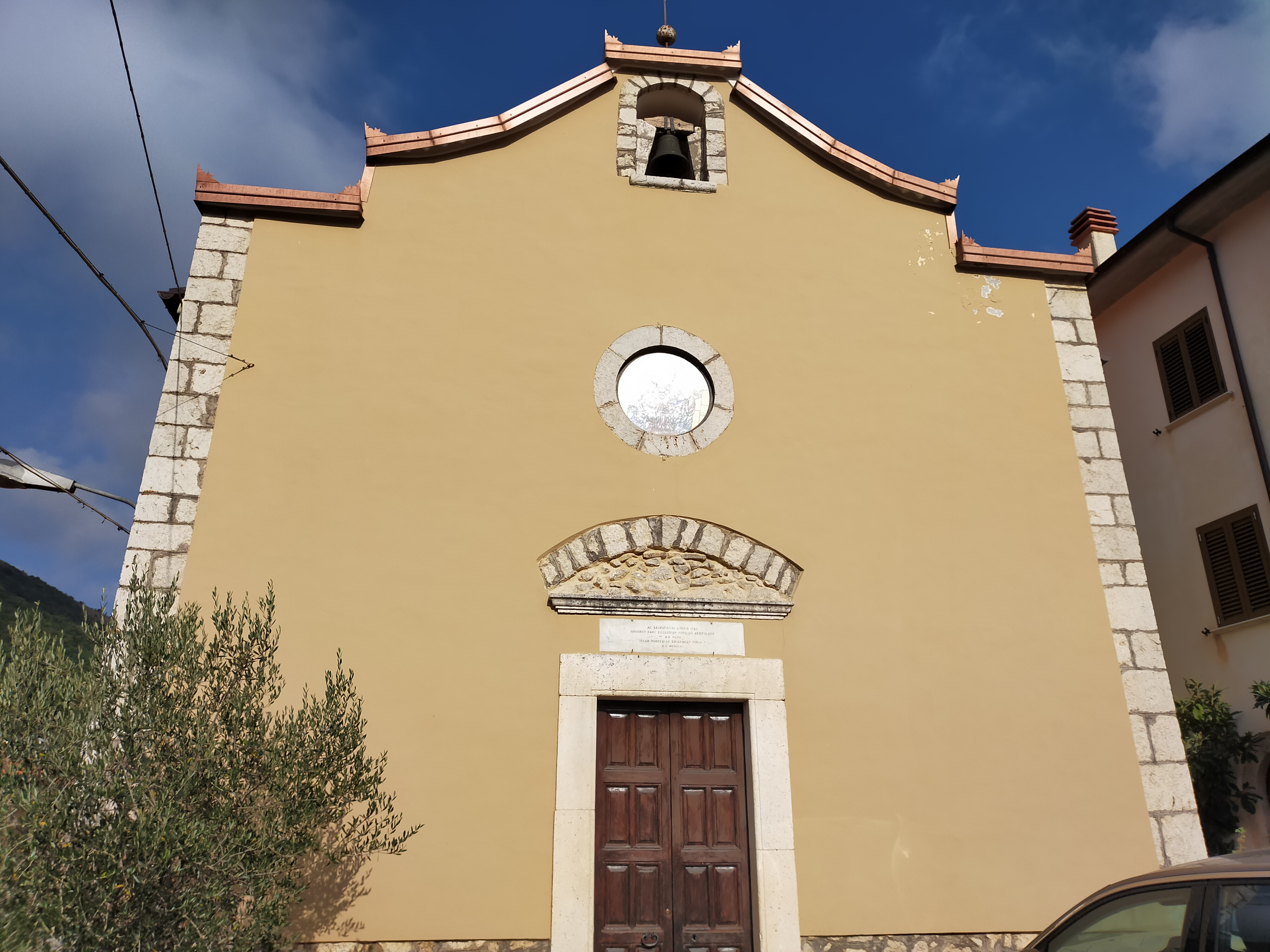
Chiesa del Sacro Cuore di Gesù

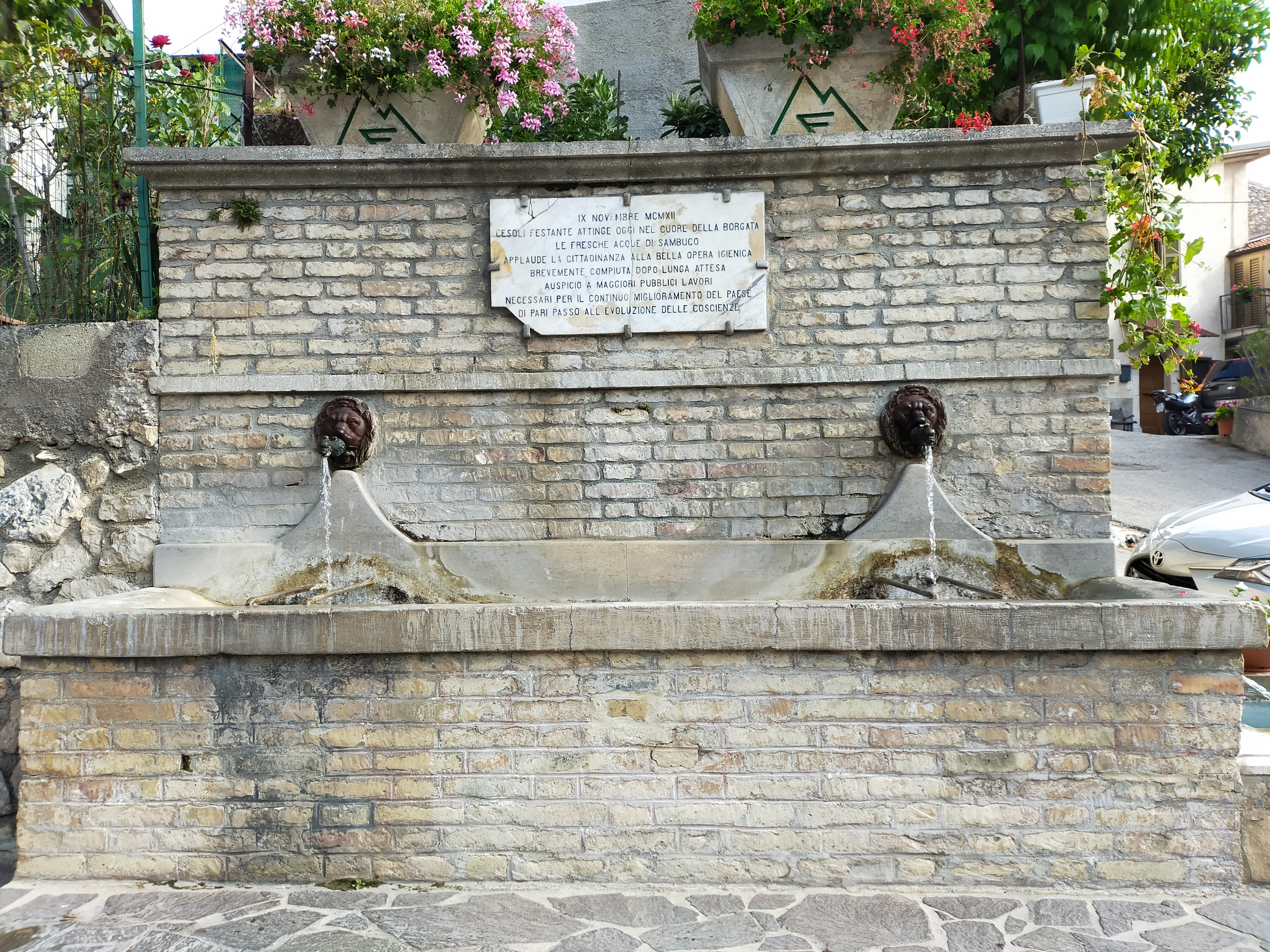
La fontana di Sambuco

### Architetture religiose
- Chiesa del Sacro Cuore di Gesù: L'edificio di culto, situato al centro del paese, venne edificato nel 1905. Danneggiato dal terremoto del 1915, fu ristrutturato nel corso del Novecento. A navata unica, si caratterizza internamente per l'altare, sovrastato dalla statua del Sacro Cuore di Gesù, e per il pulpito ligneo. La chiesa è stata elevata a parrocchia della diocesi di Avezzano nel 1947[10].

### Architetture civili
- Ex scuola elementare, edificio realizzato nella prima metà del Novecento.

### Monumenti
- Fontana di Sambuco, inaugurata il 9 novembre 1912[9].

### Siti archeologici
Grazie alle ricerche effettuate nel 1975 dallo studioso inglese Andrew Slade è stato possibile localizzare con certezza l'antico insediamento marso di Milonia, tra le località montane di Casei ("Casej") e Colle Cavallo e le contrade dei contemporanei borghi di Cesoli e Rivoli.
Nei pressi di Cesoli sono visibili le tracce della cinta muraria di grandi massi in pietra sovrapposti presumibilmente appartenuta a un vicus (ocre in lingua marsa) databile all'età del ferro (VIII secolo a.C.). Lungo l'antica strada Cesoli-Carrito sono emerse le tracce di tombe e frammenti di epigrafi funerarie.

### Aree naturali
Il giardino, intitolato a Erminio Iacobacci, e il parco 83 sono due aree verdi attrezzate situate all'ingresso del paese.
Fonte della Camminata e la quercia secolare sono situate in località Collecillo. Altre aree verdi che circondano il territorio cesolano sono la convalle Vigne di Cesoli, il Colle Cesoli, il monte Faito, la sorgente di Sambuco, il fiume Giovenco affiancato dai cammini Pitonio e Silone e l'anello di congiunzione della via dei Marsi nel territorio della valle del Giovenco.

## Società

### Tradizioni e folclore
Annualmente nella prima metà di agosto si celebra la festa patronale in onore del Sacro Cuore, patrono di Cesoli.

## Cultura

### Cucina
I prodotti tipici del territorio sono i legumi, il miele e la mela della valle del Giovenco, riconosciuta tra i prodotti agroalimentari tradizionali abruzzesi. Alcune varietà sono utilizzate in cucina anche per la preparazione di dolci come le torte di mele e le frittelle, oppure vengono portate a fermentazione per ottenere un sidro denominato vin dei Pomi.

## Infrastrutture e trasporti

### Strade
La strada provinciale 17 collega Cesoli con Pescina e, in direzione opposta, con San Sebastiano di Bisegna e l'area del parco nazionale d'Abruzzo, Lazio e Molise. Non distante si trova l'innesto della strada provinciale 60 che collega la valle del Giovenco a Cocullo.